# Berchiddeddu
Berchiddeddu (Bilchiddeddu in gallurese, Belchiddeddu in sardo) è una frazione collinare di 1 014 abitanti del comune di Olbia, in provincia di Sassari. Fa parte della diocesi di Ozieri e della regione storica del Monteacuto di cui rappresentava assieme alla vallata di Padru, il territorio di Saltos de giosso, antica baronia dell'incontrada del Montacuto.

## Geografia fisica
Berchiddeddu ha la caratteristica geografica di essere un'isola amministrativa del comune di Olbia, non avendo continuità territoriale con esso, da cui dista 15 km nel tratto più vicino e 25 km in quello più distante (località Mamusi). Il vasto territorio di Berchiddeddu e delle sue località (già frazione del comune di Buddusò), con una superficie totale di 61,60 km², è delimitato dai comuni di Alà dei Sardi a sud-ovest, Monti a ovest, Loiri a nord-est e Padru a sud. Le quote più alte della zona sono Sa Pianedda (m 819 sul livello del mare), Punta Tantariles (m 739), Punta Sorilis (m 709) e monte Salvannori (m 640).

## Storia
Con la Legge Regionale 17 giugno 1958, n. 14, i territori di Berchiddeddu, Sa Castanza, Battista, Mamusi, Su Carru, Sos Coddos, Su Trainu Moltu e Pedru Gaias sono stati distaccati dal Comune di Buddusò ed aggregati al Comune di Olbia, a seguito di referendum richiesto dalla popolazione locale.

## Economia
Un tempo basata principalmente sul lavoro in agricoltura è oggi quasi totalmente riconvertita a mestieri e professioni legati in qualche modo allo sviluppo turistico del nord-est dell'isola, poiché, grazie alla vicinanza con Olbia e la Costa Smeralda, la popolazione attiva di Berchiddeddu e sub-frazioni è pressoché tutta occupata nei diversi settori produttivi del tessuto economico olbiese, quali, il settore marittimo-portuale, aeroportuale, terziario, servizi ed enti pubblici. Nel territorio di Berchiddeddu sono comunque presenti alcune importanti realtà aziendali che operano nel settore vitivinicolo, lattiero-caseario e nella produzione di miele, oltre alla presenza di diverse attività agrituristiche.

## Monumenti e luoghi di interesse
Nella piazza del paese si trova la chiesa parrocchiale dell'Immacolata Concezione, edificio ottocentesco di cui si ha la prima menzione nel 1881; a qualche chilometro dall'abitato sorge l'interessante chiesa di San Tommaso Apostolo, costruita nel XIV secolo.

## Geografia antropica
Il borgo, posto in collina, conta una popolazione residente di circa mille abitanti e comprende anche le località di Sa Castanza, Su Carru, Su Mulinu, Su Trainu Moltu, Sa Pinnetta Noa, Pedru Gaias, Sos Coddos, Battista e Mamusi.

## Infrastrutture e trasporti

### Mobilità urbana
Il servizio di trasporto pubblico locale viene garantito dall'ASPO (Azienda Servizi Pubblici Olbia), la cui Linea 12 effettua quattro corse giornaliere per collegare Berchiddeddu e Loiri con la città di Olbia.